# Waldburg-Waldburg
Waldburg-Waldburg fue un Condado gobernado por la Casa de Waldburg, localizado al sudeste de Baden-Württemberg, Alemania. Waldburg-Waldburg era una partición de Waldburg-Wolfegg-Zeil y fue dividido entre las otras dos partes de Waldburg-Wolfegg-Zeil —Waldburg-Wolfegg y Waldburg-Zeil— en 1660.
- Datos: Q4017759